# インターナショナル・カラー・コンソーシアム
インターナショナル・カラー・コンソーシアム（英語: International Color Consortium、略称：ICC）は、コンピュータやプリンター、モニター、デジタルカメラ、スキャナなどの電気機器上で統一して色の管理を行うための国際標準化団体。オペレーティングシステムやソフトウェアを超えて機能するカラーマネージメントシステム（色管理システム）の策定を目指し、業界の8社で1993年に設立された。国際カラーコンソーシアムとも表記される。
ICCの標準規格は現在「バージョン4」で、制作段階から最終印刷まで、色の再現性が保てるよう、アプリケーションソフトやオペレーティングシステムを超えて管理できるよう設定されている。
ICCのカラーマネージメントシステムの中核であるICCプロファイルは、現在多くの機器やソフトウェアで採用され、事実上の業界標準になっている。

## 会員
ICCの創設メンバーは、アドビ、アグフア・ゲバルト、Apple、コダック、マイクロソフト、シリコングラフィックス、サン・マイクロシステムズ、Taligentの8社だった。その後、サン・マイクロシステムズ、シリコングラフィックス、Taligentは組織を去った。
現在の会員は約70社である。
日本企業ではキヤノン、富士フイルム、コニカミノルタ、京セラ、ニコン、セイコー、東芝などが参加している。

## ICCプロファイル
ICCに準拠したカラーマネージメントシステムでは、ICCプロファイルと言う定義ファイルの設定に重点を置かれている。ICCプロファイルは各入力デバイスやモニタ、出力デバイスの色空間設定や、プロファイル同士の変換を行う設定などである。
デバイスやデータドキュメントで使用されるRGBやCMYKなどのデバイス依存色（Device Dependent Color）を、ICCプロファイルを使用してCIE L*a*b*、CIE XYZなどのデバイス非依存色（Device Independent Color）で管理されるPCS（Profile Connection Space）に色空間の変換を行う。
色空間変換では、ICCプロファイル（デバイスの色空間の特性を定義したファイル）を使用してデバイスごとに変換を行う。 ICCで規定されているプロファイルの種類は、スキャナやデジタルカメラなどの色空間からPCSに変換するための入力プロファイル、モニタ色空間とPCS間の変換に使用されるモニタプロファイル、プリンター、印刷機などの色空間とPCSとの間の変換を行う出力プロファイル、Adobe RGBやsRGBなどの画像の流通に使用されるカラースペースプロファイル、ユーザーが任意の補正情報を埋め込めるアブストラクト・プロファイル、複数のデバイスプロファイルとアブストラクト・プロファイルを組み合わせて一つのプロファイルにしたデバイスリンク・プロファイルがある。
ICCプロファイルは標準でデバイスに付属していたり、デバイスメーカーの公式サイトで入手できる。 また、計測器とアプリケーションによりカスタムプロファイルを作成することもできる。